# ديجيتال تريندس
ديجيتال تريندس (بالإنجليزية: Digital Trends)‏ هو موقع إلكتروني للأخبار التقنية ونمط الحياة والمعلومات ومقره بورتلاند بولاية أوريغون ينشر الأخبار والمراجعات والأدلة والمقالات الإرشادية ومقاطع الفيديو الوصفية والبودكاست حول التكنولوجيا ومنتجات الإلكترونيات الاستهلاكية.
وفقًا لمزود تحليلات الويب التابع لجهة خارجية، لايكويب، فقد تلقى الموقع أكثر من 40 مليون زيارة شهريًا اعتبارًا من يونيو 2018. من عام 2014 إلى عام 2021، كان فريق تحرير ديجيتال تريندس بقيادة رئيس التحرير جيريمي كابلان وتوجيهه من المؤسسين المشاركين إيان بيل ودان جول.